# Каравелово (Шуменська область)
Караве́лово (болг. Каравелово) — село в Шуменській області Болгарії. Входить до складу общини Никола-Козлево.

## Населення
За даними перепису населення 2011 року у селі проживали 318 осіб.
Національний склад населення села:
| Національність   | Кількість осіб | Відсоток |
| ---------------- | -------------- | -------- |
| турки            | 270            | 87,9%    |
| болгари          | 21             | 6,8%     |
| цигани           | 16             | 5,2%     |
| інша             | 0              | 0%       |
| не визначились   | 0              | 0%       |
| Всього відповіли | 307            |          |

Розподіл населення за віком у 2011 році:
Динаміка населення: